# The Trap (film 1914 Macpherson)
The Trap è un cortometraggio del 1914 sceneggiato e interpretato da Jeanie Macpherson. Il nome del regista non viene riportato. Prodotto dalla Kriterion Film Corp. che lo distribuì nelle sale l'11 febbraio 1914, il film era interpretato anche da Wilfred Lucas e da Charles Inslee.

## Produzione
Prodotto dalla Kriterion Film Corp.

## Distribuzione
Il film, distribuito dalla Kriterion Film Corp., uscì nelle sale statunitensi l'11 febbraio 1914.